# گروس شواشتن
گروس شواشتن (به آلمانی: Groß Schwechten) یک منطقهٔ مسکونی در آلمان است که در اشتندل واقع شده‌است.
 گروس شواشتن  ۶۴۷ نفر جمعیت دارد.